# Viktor Kafka

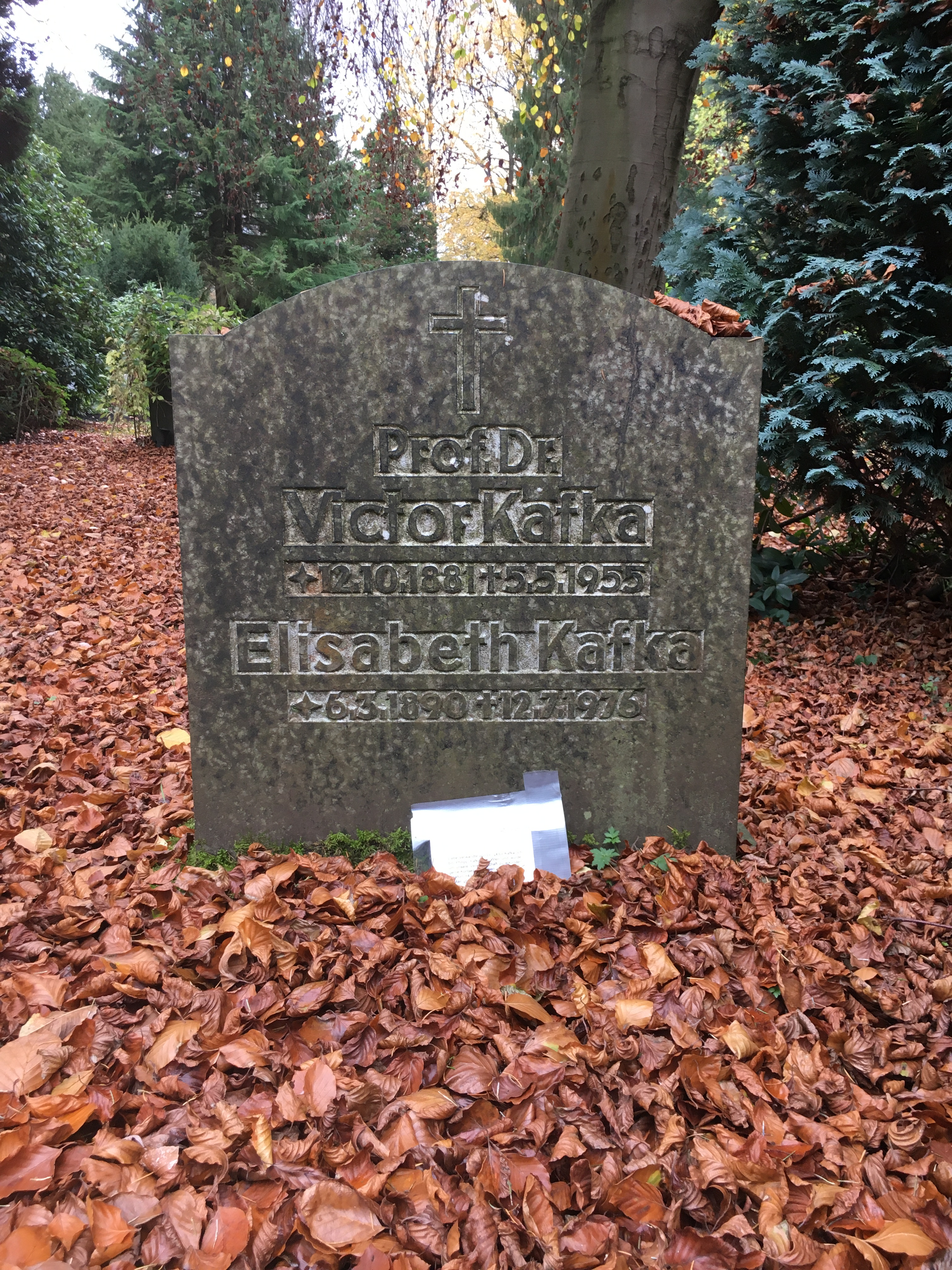
Grabstätte Victor Kafka auf dem Friedhof Ohlsdorf

Viktor Kafka, auch Victor Kafka (* 12. Oktober 1881 in Karlsbad, Böhmen; † 5. Mai 1955 in Stockholm, Schweden) war ein österreichischer Neuropsychologe und Bakteriologe.

## Leben
Nach seinem Medizinstudium in Prag und Wien und der 1906 erfolgten Promotion erhielt Kafka 1907 eine Assistentenstelle an der Psychiatrischen Klinik der deutschen Medizinischen Fakultät der Karls-Universität Prag. 1911 beschrieb er in der Wiener klinischen Wochenschrift (Heft 24, fol. 335) gemeinsam mit dem Bakteriologen Edmund Weil, eine bisher unbekannte bakteriologische Reaktion, die die Bezeichnung Weil-Kafka-Reaktion bzw. Hämolysinreaktion erhielt. Noch im selben Jahr wechselte er an die Staatskrankenanstalt Friedrichsberg in Hamburg. Dort wurde Kafka ab 1917 Mitglied im Vorstand der Serologischen Abteilung des Bakteriologisch-Serologischen Institutes. 1920 erfolgte seine Berufung zum Abteilungsdirektor. Er war Mitglied der Hamburger Freimaurerloge St. Georg zur grünenden Fichte und 1926 deren Meister vom Stuhl.
1924 erhielt er eine außerordentliche Professur an der Universität Hamburg und 1927 erfolgte seine Ernennung zum Leitenden Oberarzt der Serologischen Abteilung. In der Zeit des Nationalsozialismus wurde Kafka wegen seiner jüdischen Vorfahren aus dem Dienst entfernt. Ein Stolperstein vor dem Hauptgebäude des Universitätsklinikums Hamburg-Eppendorf erinnert an ihn. 1939 ging er ins Exil nach Norwegen und schließlich 1942 nach Schweden, wo er bis zu seinem Tode lebte. Seine letzte Ruhestätte fand Kafka auf dem Hamburger Friedhof Ohlsdorf im Planquadrat Q 9.

## Schriften
- Die Cerebrospinalflüssigkeit. Deuticke & Co., Leipzig 1931.
- Sexualpathologie für Mediziner, Juristen und Psychologen. Deuticke & Co., Leipzig 1932.
- Taschenbuch der praktischen Untersuchungsmethoden der Körperflüssigkeiten bei Nerven- und Geisteskrankheiten. 1917, DNB 574200487.